# Policía del estado Carabobo

## Descripción
La Policía del Estado Carabobo también conocida como Policarabobo, es el cuerpo de policía regional autónomo del estado Carabobo, está adscrita a la secretaría de seguridad ciudadana del gobierno del estado Carabobo, posee alrededor de 4 400 funcionarios. La sede de su comandancia general está en la ciudad de Valencia. 

## Plana Mayor
Director general:  
Comisario General (CPEC) Yosbel Solórzano,   
Subdirector:  
Comisario Jefe (CPEC) Miguel Bandali
Jefe de Operaciones:  
Primer Comisario (CPEC) Medina Franklin

## Historia
Existen archivos que datan de los años 40, dando evidencia que la fuerza policial con jurisdicción municipal ha tenido sus raíces desde tiempos anteriores. Pero fue el 12 de julio de 1967, cuando nace como Policía Estadal, mediante decreto número 48 publicado en gaceta oficial del Estado Carabobo por el Dr. Tito Aponte López, Gobernador del Estado Carabobo en ese entonces, quién pone el cúmplase a la primera ley orgánica de policía, siendo la dirección de la Policía del Ejecutivo del Estado Carabobo.
Posteriormente en la década de los años 1970 y 1980 fueron construidos importantes módulos y comandos dentro del Estado con la finalidad de ampliar la institución. En 1991 durante el mandato del Gobernador Henrique Salas Romer fue reorganizada, reestructurada y descentralizada, creando así su sistema de Comando y fue conformada por cuatro grandes unidades policiales: Comando Valencia Norte, Comando Valencia Sur, Comando Carabobo “C”, y la U.T.A.O. (Unidad Táctica de Apoyo Operacional). 
En la actualidad está dividida en Centros de Coordinación Policial, Estaciones Policiales y Servicios.

## Misión
Velar por que se cumplan las leyes que garantizan la seguridad y conservación de las personas, la propiedad, la moralidad y la salubridad en el estado, con la finalidad de asegurar el bienestar social.

## Visión
Ser la policía uniformada líder del país, basándose en la excelencia a través del desarrollo integral de su recurso humano, el uso de una tecnología de punta y la participación activa de la sociedad civil, teniendo como norte la paz y seguridad de la ciudadanía Carabobeña.

## Base legal
Según el artículo 164 de la Constitución de Venezuela de 1999 establece que los estados federales de Venezuela deben organizar sus propios cuerpos de policía autónomos y con jurisdicción regional, sobre la base de lo que establezca la ley marco nacional.

## Estructura
Organigrama del cuerpo de seguridad ciudadana. 
- Gobernador del Estado Carabobo
- Secretario de Seguridad Ciudadana del Estado Carabobo
- Director general de la Policía
- Sub- Director de la Policía
  - Operaciones
  - Recursos Humanos
  - Gestión Administrativa
  - Dirección de Estrategias e Investigaciones Policiales
  - Sala Situacional
  - Centro de Coordinación de Vigilancia y Transporte Terrestre
  - Inspectoria de Control de la Actuación Policial (I.C.A.P.)
  - Oficina de Control a las Desviaciones Policiales (O.C.D.V.)
  - Coordinaciones Policiales y Estaciones Policiales